# Вилинский, Степан Алексеевич
Степан Алексеевич Вилинский (1759, Ярославль, Московская губерния — не ранее 1824) — профессор истории и географии в Демидовском училище высших наук в Ярославле (1809—1824).

## Биография
Родился в Ярославле в семье священника. С 1768 года учился в Ярославской духовной семинарии; с 1775 года был в ней префектом и учителем. Дослужился до чина надворного советника.
В мае 1808 года назначен профессором истории и географии в ярославское Демидовское училище высших наук. В этом же году был избран секретарём Совета училища, в декабре 1813 года — директором Ярославского библейского общества, в июле 1814 года — действительным членом Общества любителей русской словесности при Демидовском училище высших наук, с февраля 1816 до 1818 года трижды избирался проректором училища.

## Труды
- Слово о принадлежностях истории вообще…. — М.: Университетск. тип., 1809. — 14 с.
- Речь о началах или источниках благоденствия народного…. — М.: Университетск. тип., 1816. — 34 с.
- Речь о начале, ходе и успехах нравственного и гражданского образования некоторых древних народов… — М.: Университетск. тип., 1824. — 32 с.